# After Hours (álbum de Glenn Frey)
After Hours es el quinto y último álbum de estudio del músico estadounidense Glenn Frey, publicado por la compañía discográfica Universal Music en mayo de 2012. A diferencia de sus anteriores trabajos, After Hours es un álbum de versiones con material del Great American Songbook y canciones compuestas por músicos como Brian Wilson o Randy Newman. A diferencia de su predecesor, Strange Weather, publicado dos décadas antes, After Hours entró en varias listas de éxitos, alcanzando el puesto 116 en la lista estadounidense Billboard 200 y el 92 en la británica UK Albums Chart.

## Lista de canciones
1. "For Sentimental Reasons" (William "Pat" Best, Deek Watson) – 3:03
2. "My Buddy" (Walter Donaldson, Gus Kahn) – 3:45
3. "The Good Life" (Sacha Distel, Jack Reardon) – 2:25
4. "Route 66" (Bobby Troup) – 2:57 (solo en edición deluxe)
5. "The Shadow of Your Smile" (Johnny Mandel, Paul Francis Webster) – 4:28
6. "Here's to Life" (Artie Butler, Phyllis Molinary) – 5:32
7. "It's Too Soon to Know" (Deborah Chessler) – 2:42
8. "Caroline, No" (Brian Wilson, Tony Asher) – 4:00
9. "The Look of Love" (Burt Bacharach, Hal David) – 3:33
10. "I'm Getting Old Before My Time" (Una Mae Carlisle) – 3:43 (solo en edición deluxe)
11. "Worried Mind" (Ted Daffan, Jimmie H. Davis) – 2:48
12. "I Wanna Be Around" (Johnny Mercer, Sadie Vimmerstedt) – 2:19 (solo en edición deluxe)
13. "Same Girl" (Randy Newman) – 3:05
14. "After Hours" (Glenn Frey, Jack Tempchin) – 4:18

## Personal
- Glenn Frey – voz y coros.
- Scott Crago – batería.
- Stephanie O' Keefe – corno francés.
- Bill Armstrong – trompeta, fliscorno.
- Tom Evans – saxofón tenor, flauta, clarinete, trompa.
- Michael Thompson – guitarra acústica, guitarra eléctrica, piano, vibráfono, acordeón, trombón, órgano, bajo.
- Steuart Smith – guitarra acústica, guitarra eléctrica.
- Greg Leisz – guitarra steel
- Richard Davis – orquestación, teclados.
- Reggie McBride – bajo.
- Lenny Castro – bongos, congas, percusión.
- Mike Harlow – guitarra barítona.
- Jonathan Clark – contrabajo.
- Mitch Manker – trompeta.
- Greg Smith – saxofón alto.
- Chris Mostert – saxofón tenor.
- Les Lovitt – trompeta.
- Nick Lane – trombón.
- Marcy Vaj — director.
- Blaine Sprouse – violín.
- Alan Broadbent - arreglos de cuerda y conductor.

## Posición en listas
| País              | Lista              | Posición |
| ----------------- | ------------------ | -------- |
| Bélgica (Valonia) | Ultratop 200       | 34       |
| Estados Unidos    | Billboard 200      | 116      |
| Nueva Zelanda     | RIANZ Albums Chart | 34       |
| Reino Unido       | UK Albums Chart    | 92       |